# ارنستو دیاس
ارنستو دیاس (اسپانیایی: Ernesto Díaz‎; ۱۳ سپتامبر ۱۹۵۲ – ۴ مهٔ ۲۰۰۲) بازیکن فوتبال اهل کلمبیا بود.
از باشگاه‌هایی که در آن بازی کرده‌است می‌توان به باشگاه فوتبال استاندارد لیژ، باشگاه فوتبال سانتا فه، باشگاه فوتبال میلوناریوس، باشگاه فوتبال ایندپندینته مدئین، و باشگاه ورزشی اتلتیکو جونیور اشاره کرد.
وی همچنین در تیم ملی فوتبال کلمبیا بازی کرده‌است.